# Mikroregion Pobečví
Mikroregion Pobečví je svazek obcí dle zákona 128/2000 Sb. o obcích v okresu Přerov, jeho sídlem je Prosenice a jeho cílem je zejména výměna zkušeností, formulování společných stanovisek a spolupráce ve vybraných oblastech. Sdružuje celkem 11 obcí a byl založen v roce 1998.

## Obce sdružené v mikroregionu
- Buk
- Grymov
- Lazníčky
- Lazníky
- Prosenice
- Radslavice
- Radvanice
- Sobíšky
- Sušice
- Tučín
- Zábeštní Lhota